# 真岡新聞
真岡新聞（もおかしんぶん）は、かつて栃木県真岡市の真岡新聞社が発行していた週刊の地域情報紙である。

## 概要
1983年5月に創刊。毎週金曜日発行。新聞折り込みと各戸ポスティング（「オールポストシステム」と称していた）によって配布されていた。2024年3月29日号（通巻2,000号）の発行を以って休刊した。報道によると真岡新聞社は破産手続きを進めるとされ、発行を引き継ぐ話もないため事実上の廃刊であるとされた。
休刊後に地元住民から復刊をのぞむ声がよせられ、2024年6月に旧真岡新聞社の元従業員らによって株式会社もおか新聞plusが創業、真岡新聞の紙面構成や配布方法を引き継いだ「もおか新聞plus」が創刊された。

## 配布地域
全戸配達
- 真岡市（旧二宮町を含む）
- 宇都宮市の一部（清原地区）

新聞販売店折込
- 芳賀郡市貝町
- 芳賀郡芳賀町
- 芳賀郡益子町
- 芳賀郡茂木町
- 河内郡上三川町

## 紙面構成
- タブロイド判4～16ページ[5]で、広告や地元のニュース、市町からのお知らせ等で構成されていた。